# Steffen Cieszynski
Steffen Cieszynski (* 25. Dezember 1989 in Schönebeck (Elbe)) ist ein deutscher Handballspieler.

## Leben
Im Jahr 2006 wurde der damals in Magdeburg lebende Steffen Cieszynski Schülerweltmeister. 2006 bestritt er für den Dessau-Roßlauer HV sein erstes Handballspiel in der 2. Bundesliga. Der 1,84 Meter große Cieszynski spielte später zunächst für den SV Oebisfelde, dann für die HG 85 Köthen und wechselte 2014 zum in der 3. Liga spielenden SV Anhalt Bernburg. Dort wurde der Rückraumspieler zum Mannschaftskapitän und Rekordtorschützen des Vereins. 2018 wurde der Vertrag bis 2021 verlängert. Trotzdem wechselte Cieszynski aus privaten Gründen 2019 zum Oberligisten HC Aschersleben.
2006 durfte Cieszynski sich in Anerkennung seines sportlichen Erfolgs als Schülerweltmeister in das Goldene Buch der Stadt Magdeburg eintragen.
Cieszynski ist Vater eines Sohns. Beruflich ist er als Geschäftsführer einer Firma für Werbeinstallationen tätig.